# Volvo ES90

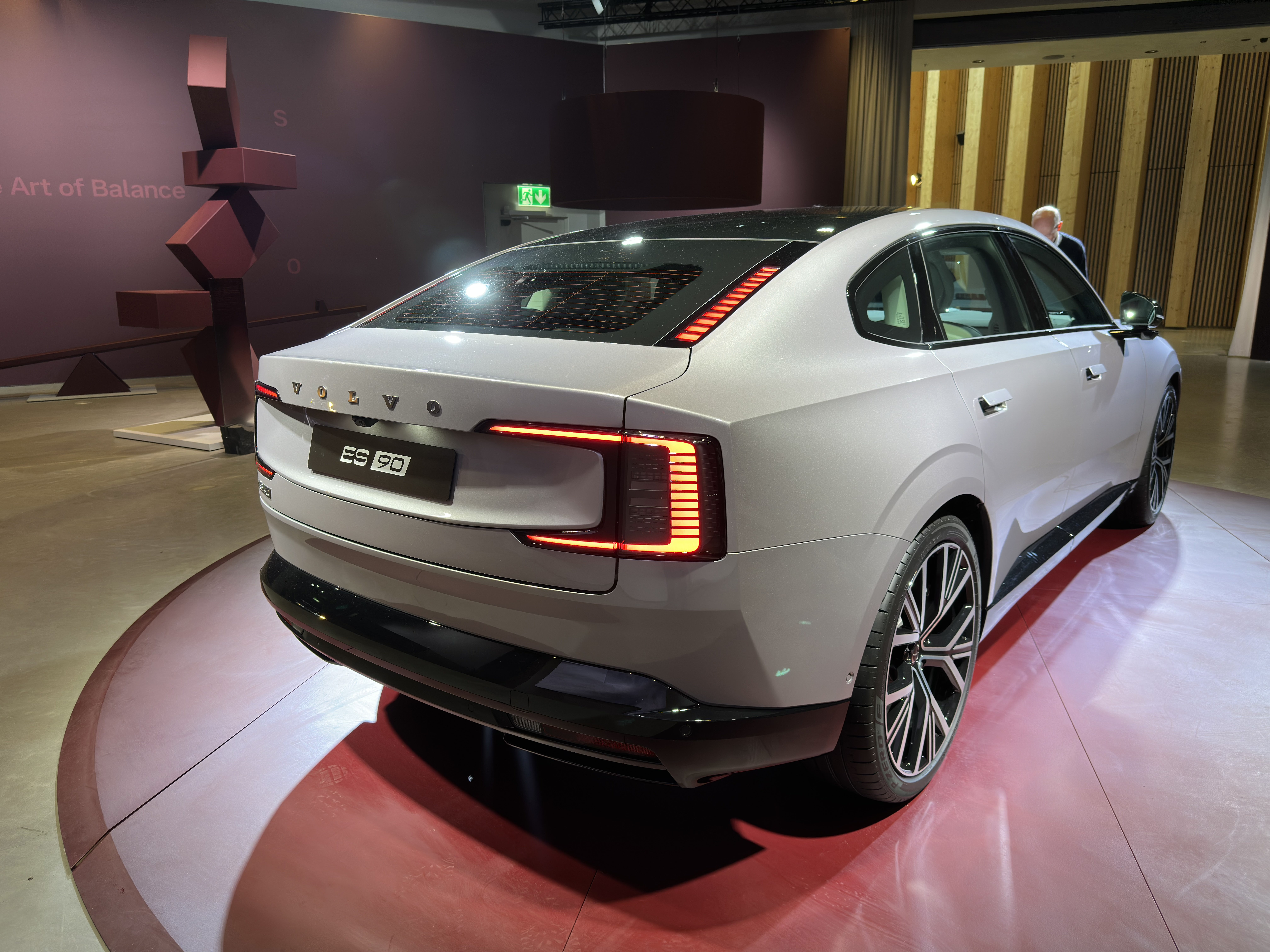
Heckansicht

Der Volvo ES90 ist ein batterieelektrisch angetriebener Pkw des schwedischen Automobilherstellers Volvo. Die Fließheck-Limousine ergänzt Volvos Angebot in der Fahrzeugklasse der oberen Mittelklasse, wobei die Vermarktung der Limousine S90 und des Kombi V90 auf ausgewählten Märkten eingestellt wurde.

## Geschichte
Vorgestellt wurde der ES90 im März 2025 in dem Stockholmer Schärengarten. Ab dem dritten Quartal 2025 wird er in China produziert.

## Karosserie
Der Wagen ist 5,00 Meter lang, 1,94 Meter breit und 1,55 Meter hoch. Der Radstand beträgt 3,10 Meter. Damit ist der ES90 höher als klassische Modelle in seinem Segment, seine Proportionen ähneln denen des Polestar 2. Der Kofferraum fasst 424 Liter, werden alle drei Einzelsitze im Fond umgeklappt steigt das Volumen auf 733 Liter. Außerdem gibt es unter der Fronthaube einen 22 Liter fassenden kleinen Stauraum, einen sogenannten „Frunk“ (front trunk). Der cw-Wert des Fahrzeugs wird mit 0,25 angegeben. Auf dem Dach befindet sich ein Lidar-Sensor für verschiedene Fahrerassistenzsysteme.

## Technik
Der ES90 basiert wie das Sport Utility Vehicle EX90 auf der sogenannten Scalable-Product-Architecture-2(SPA2)-Plattform. Es gibt zwei verschiedene Akku-Varianten (92 und 106 kWh brutto). Die Systemspannung von 800 Volt ermöglicht Ladeleistungen von bis zu 350 kW. Beide Akkus sollen so in 20 Minuten von 10 auf 80 Prozent aufgeladen werden können. Den kleineren Akku gibt es ausschließlich in Verbindung mit Hinterradantrieb und einem einzelnen Elektromotor, den großen ausschließlich zusammen mit Allradantrieb und zwei Elektromotoren. Die Höchstgeschwindigkeit aller drei Versionen ist auf 180 km/h elektronisch begrenzt.

## Technische Daten
|                                                | Single Motor Extended Range             | Twin Motor AWD                             | Twin Motor Performance AWD                 |
| ---------------------------------------------- | --------------------------------------- | ------------------------------------------ | ------------------------------------------ |
| Bauzeitraum                                    | ab Q3/2025                              | ab Q3/2025                                 | ab Q3/2025                                 |
| Motorkenndaten                                 |                                         |                                            |                                            |
| Motortyp                                       | 1 Elektromotor (Hinterachse)            | 2 Elektromotoren (Hinter- und Vorderachse) | 2 Elektromotoren (Hinter- und Vorderachse) |
| Motorbauart                                    | permanentmagneterregte Synchronmaschine | permanentmagneterregte Synchronmaschine    | permanentmagneterregte Synchronmaschine    |
| max. Leistung bei min−1                        | 245 kW (333 PS) bei 4900–8300/min       | 330 kW (449 PS) bei 4700–16000/min         | 500 kW (680 PS) bei 5600–8100/min          |
| max. Drehmoment bei min−1                      | 480 Nm bei 0–4900/min                   | 670 Nm bei 0–4700/min                      | 870 Nm bei 0–5600/min                      |
| Kraftübertragung                               |                                         |                                            |                                            |
| Antrieb                                        | Hinterradantrieb                        | Allradantrieb                              | Allradantrieb                              |
| Getriebe                                       | Eingang-Getriebe                        | Eingang-Getriebe                           | Eingang-Getriebe                           |
| Antriebsbatterie                               |                                         |                                            |                                            |
| Zellchemie                                     | Lithium-Ionen-Akkumulator               | Lithium-Ionen-Akkumulator                  | Lithium-Ionen-Akkumulator                  |
| Systemspannung                                 | 800 Volt                                | 800 Volt                                   | 800 Volt                                   |
| Energieinhalt, brutto / netto                  | 92 kWh / 88 kWh                         | 106 kWh / 102 kWh                          | 106 kWh / 102 kWh                          |
| Max. Ladeleistung (AC)                         | 11 kW                                   | 11 kW                                      | 11 kW                                      |
| Max. Ladeleistung (DC)                         | 300 kW                                  | 350 kW                                     | 350 kW                                     |
| Messwerte                                      |                                         |                                            |                                            |
| Leergewicht                                    | 2441 kg                                 | 2628 kg                                    | 2628 kg                                    |
| Max. Zuladung                                  | 409 kg                                  | 412 kg                                     | 412 kg                                     |
| Max. Anhängelast                               | 1600 kg                                 | 2000 kg                                    | 2000 kg                                    |
| Höchstgeschwindigkeit                          | 180 km/h                                | 180 km/h                                   | 180 km/h                                   |
| Beschleunigung, 0–100 km/h                     | 6,9 s                                   | 5,5 s                                      | 4,0 s                                      |
| Energieverbrauch auf 100 km (WLTP, kombiniert) | 16,1 kWh                                | 17,1 kWh                                   | 17,1 kWh                                   |
| Reichweite nach WLTP                           | 650 km                                  | 700 km                                     | 700 km                                     |